# A Modest Proposal
Скроман предлог (енгл. A Modest Proposal  је „јувенилски сатирични есеј” који је написао и објавио англо-ирски писац и свештеник Џонатан Свифт 1729. године. Есеј сугерише да би сиромашни људи у Ирској могли да ублаже своје економске проблеме продајом своје деце као хране елити. У енглеском писању, израз „скроман предлог“ (a modest proposal) сада је конвенционално алузија на овај стил озбиљне сатире.
Свифтова употреба сатиричне хиперболе имала је за циљ да исмеје непријатељски став према сиромашнима, антикатолицизам међу протестантантима и политику владавине администрације Даблинског замка уопште. У суштини, Свифт је написао есеј првенствено да би истакао дехуманизујуће понашање према ирским сиромашнима од стране британске владе и богатих земљопоседника, више пута исмевајући њихову равнодушност и експлоататорско понашање. Овај сатирични тон подвлачи апсурд третирања сиромашних људи као обичне робе и производе и разоткрива недостатке морала високог друштва. Есеј такође говори о суровом колонијалном владавини Велике Британије над Ирском током Свифтовог времена, злоупотребама богатих људи, посебно владиних званичника, и неактивности самог ирског народа у решавању сопствених проблема.
Дело је један од Свифтових најцењенијих есеја и познат је по својој духовитости, сатири и црном хумору. Теме социјалне неправде, експлоатације сиромашних, широко распрострањеног сиромаштва и дехуманизације ниже друштвене класе истражене у есеју остају релевантне у савременим дискусијама о социјалној правди и људским правима.

## Прегоед
Свифтов есеј се сматра једним од највећих примера одрживе ироније у историји енглеске књижевности. Велики део његове шокантне вредности потиче од чињенице да први део есеја описује тешку ситуацију гладних просјака у Ирској, тако да читалац није спреман за изненађење Свифтовог решења када каже: „Мало, здраво и добро неговано дете је, са годину дана, најукуснија, хранљива и здрава храна, било да је динстано, печено у рерни или кувано; и не сумњам да ће подједнако послужити у фрикасеу или рагуу.“
Свифт се много труди да поткрепи свој аргумент, укључујући листу могућих начина припреме за децу и прорачуне који показују финансијске користи од његовог предлога. Он користи методе аргументације кроз цео свој есеј који исмевају тада утицајног Вилијама Петија и друштвени инжењеринг популаран међу следбеницима Френсиса Бејкона. Ове пародије укључују позивање на ауторитет „веома упућеног Американца кога познајем у Лондону“ и „чувеног Псалманазара, родом са острва Формоза“ (који је већ 1706. године признао да није са Формозе).
У традицији римске сатире, Свифт уводи реформе које заправо предлаже паралипсисом:
Зато нека ми нико не говори о другим средствима: О опорезивању наших одсутних земљопоседника са пет шилинга по фунти. О неупотреби одеће ни кућног намештаја, осим онога што је нашег сопственог узгоја и производње: О потпуном одбацивању материјала и инструмената који промовишу страни луксуз: О лечењу скупоцености поноса, сујете, лењости и коцкања код наших жена: О увођењу жиле штедљивости, разборитости и умерености: О учењу да волимо нашу земљу, у којој се разликујемо чак и од Лапонаца и становника Тупинамбуа. О одустајању од наших анимозитета и фракција, нити о понашању више као Јевреји, који су убијали једни друге управо у тренутку када је њихов град освојен. О томе да будемо мало опрезни, а не да продамо нашу земљу и савест за ништа: Да научимо земљопоседнике да имају бар мало милости према својим закупцима. Коначно, да усадимо дух поштења, марљивости и вештине у наше трговце, који би, ако би се сада могла донети одлука да купују само нашу домаћу робу, одмах ујединили да варавају и изнуђују од нас цену, меру и квалитет, нити би икада могли бити наведени да дају један праведан предлог праведног поступања, иако би на то често и озбиљно били позивани.

Зато понављам, нека ми нико не говори о овим и сличним средствима, док не добије барем неки трачак наде да ће икада постојати неки срдачан и искрен покушај да се они примене у пракси.

## Решења за популацију
Џорџ Витковски је тврдио да Свифтова главна мета у делу „Скромни предлог“ нису били услови у Ирској, већ дух времена који је наводио људе да осмисле низ нелогичних шема које би наводно решиле друштвене и економске проблеме.  Свифт је посебно нападао пројекте који су покушавали да реше проблеме становништва и рада једноставним решењем за све. Запамћен пример оваквих шема „укључивао је идеју да се сиромашни управљају акционарским друштвом“. Као одговор на то, Свифтов „Скромни предлог“ био је „бурлеска пројеката који се тичу сиромашних“ који су били у моди почетком 18. века.
Ијан Макбрајд тврди да је поента „Скромног предлога“ била да се „пронађе одговарајуће одлучно средство за дехуманизацију досељеника који нису успели тако свеобухватно да испуне своје друштвене одговорности“. „Скромни предлог“ такође циља на прорачунати начин на који људи доживљавају сиромашне приликом осмишљавања својих пројеката. Памфлет је усмерен на реформаторе који „људе сматрају робом“.  У делу, Свифт усваја „технику политичког аритметичара“ како би показао потпуну апсурдност покушаја доказивања било ког предлога непристрасном статистиком.
Критичари се разликују око Свифтових намера у коришћењу ове лажно-математичке филозофије. Едмунд Вилсон тврди да се статистички „логика 'Скромног предлога' може упоредити са одбраном криминала (приписаном Марксу) у којој он тврди да криминал брине о сувишној популацији“. Витковски одговара да је Свифтова сатирична употреба статистичке анализе покушај да се побољша његова сатира која „извире из духа горког подсмеха, а не из уживања у прорачунима ради њих самих“.

## Реторика
Аутор Чарлс К. Смит тврди да Свифтов реторички стил убеђује читаоца да презире говорника и сажаљева Ирце. Свифтова специфична стратегија је двострука, користећи „замку“ да створи симпатије према Ирцима и одбојност према наратору који, у распону од једне реченице, „живописно и са реторичким нагласком детаљно описује мучно сиромаштво“, али осећа емоције искључиво према припадницима сопствене класе. Свифтова употреба запањујућих детаља сиромаштва и хладан приступ његовог наратора према њима стварају „два супротстављена гледишта“ која „отуђују читаоца, можда несвесно, од наратора који може са 'меланхоличном' дистанцом да посматра тему коју нас је Свифт, реторички, усмерио да видимо на много мање дистанциран начин“.
Свифт наводи свог предлагача да додатно деградира Ирце користећи језик који је обично резервисан за животиње. Луис тврди да говорник користи „речник сточарства“ да би описао Ирце. Када се деца претворе у робу, Свифтова реторика може лако претворити „људе у животиње, затим у месо, а од меса, логично, у тонажу вредну цене по фунти“.
Свифт користи озбиљан тон предлагача да би истакао апсурдност његовог предлога. Износећи своју аргументацију, говорник користи конвенционални, уџбеницима одобрен редослед аргументације из Свифтовог времена (који је изведен од латинског реторичара Квинтилијана). Контраст између „пажљиве контроле против готово незамисливе перверзије његове шеме“ и „смешности предлога“ ствара ситуацију у којој читалац мора „да размотри које би перверзне вредности и претпоставке омогућиле тако марљивом, промишљеном и конвенционалном човеку да предложи тако перверзан план“.

## Реакција јавности
Свифтов есеј је изазвао негативну реакцију у џорџијанском друштву након објављивања. Дело је било намењено елити, а они су и одговорили. Неколико истакнутих чланова друштва писало је Свифту у вези са делом. Писмо Лорда Батерста (12. фебруар 1729–30) наговештавало је да је он разумео поруку и протумачио је као комедију:
Одмах сам то предложио леди Батерст, као ваш савет, посебно за њеног последњег дечака, који је рођен као најбуцкастије, најлепше створење које се могло видети, али она се разбеснела и замолила ме да вам пошаљем поруку да неће следити ваше упутство, већ да ће га одгајити да буде свештеник и да живи од богатства земље или адвокат, а онда, уместо да сам буде поједен, да прождире друге. Знате да жене у страстима не маре шта говоре, али, пошто је она веома разумна жена, скоро сам је навео на ваше мишљење, и пошто сам је убедио да, како ствари стоје, не можемо издржавати свих деветоро, она почиње да мисли да је разумно да најмлађи скупља богатство за најстаријег и на тај начин човек може обављати породичне дужности са више храбрости и ревности, јер, ако се деси да добије близанце, продаја једног би могла да обезбеди другог. Или ако, којим случајем, док му жена лежи са једним дететом, он добије друго дете на телу друге жене, могао би да се реши најдебљег од њих двоје, и то би помогло да се развије друго.

Што више размишљам о овој шеми, то ми се чини разумнијом и никако не би требало да буде ограничена на Ирску, јер, по свој прилици, за врло кратко време, бићемо овде потпуно сиромашни као што сте ви тамо. Верујем, заиста, да ћемо је развити даље и да нећемо ограничити наш луксуз само на једење деце, јер сам случајно пре неки дан завирио у велику скупштину (Парламент) недалеко од Вестминстер-хол-а, и нашао сам их како пеку великог дебелог човека, Волпол поново. Што се мене тиче, нисам имао ни најмању жељу да га парчетам, али, ако сам добро погодио, четворо или петоро из друштва је имало ђаволску намеру да га наседне. Па, збогом, сада почињеш да желиш да сам завршио, када сам то могао тако згодно да урадим.